# Dragoslav Jevrić
Dragoslav Jevrić - em sérvio, Драгослав Јеврић (Ivangrado, atual Berane, 8 de julho de 1974) é um ex-futebolista profissional sérvio nascido no atual Montenegro. Atuava como goleiro. 

## Seleção
Jevrić atuou como goleiro titular da Sérvia e Montenegro na Copa do Mundo de 2006. Ao lado do atacante Mirko Vučinić, foi um dos dois únicos convocados nativos de Montenegro. Posteriormente, Jevrić seria o único, em razão da corte de Vučinić, por lesão. A preparação ao torneio terminou conturbada também pela independência de Montenegro poucos dias antes da estreia. Jevrić se posicionou contra a independência, identificando-se etnicamente como sérvio e mantendo apenas a cidadania sérvia após a dissolução servo-montenegrina.
Jevrić, de fato, foi após o Mundial convocado para a primeira partida da nova seleção da Sérvia, embora jamais tenha entrado em campo novamente em jogos de seleções.[carece de fontes?]